# Йоахим Єрлич
Ян (Йоахим) Єрлич (пол. Jan (Joachim) Jerlicz) (19 травня 1598, с. Колимля — між 3 липня і 3 листопада 1674, с. Страклів) — український православний шляхтич, хроніст, автор польськомовного «Літописця, або Хронічки різних справ і подій». Критично оцінював повстання Хмельницького.

## Життєпис
Народився Ян Олізарович Єрлич у с. Колимлі на Волині (нині с. Колом'є Шепетівського району Хмельницької області, Україна) в шляхетській сім'ї.
На початку XVII століття навчався, ймовірно, в Острозькій академії. Залишивши навчання, пішов спочатку до війська. Згодом, за протекцією волинського чашника Лаврина Древинського, влаштувався на службу до коронного підканцлера Анджея Ліпського. Учасник Хотинської війни 1621 р., причому в одному з боїв під Хотином дістав поранення. Через кілька років прийняв чернечий постриг під ім'ям Яким. У джерелах 1628—1633 років він згадується як чернець Київського Пустинно-Микільського монастиря (про що сам у своїй хроніці не пише). Влітку 1633 р. під час введення нового митрополита Петра Могили у володіння монастирем було застосовано силовий тиск на ченців і настоятеля обителі, після чого автор хроніки залишив церковну кар'єру.
До 1647 р. автор хроніки проживав у піджитомирських володіннях свого зятя — Яреми Тиші-Биковського. У 1648 р., після перших перемог козацько-татарського війська під проводом Богдана Хмельницького, був змушений втекти до Києва, де тривалий час переховувався від козаків у Києво-Печерській лаврі. Близько 1651 р. переїхав на Волинь, де прожив з родиною решту свого життя.

## Сім'я
Перша дружина померла. Друга дружина — Маріанна Рогузька (?—8.2.1663), дочка поручника надвірної корогви князя Самійла Корецького. Одружилися 1635 р., невдовзі після втечі Єрлича з Києва. Мали 9 дітей: 5 синів і 4 дочки. Лінія прямих нащадків Єрлича перервалася в першій половині XIX ст. Останнім представником цієї гілки роду був правнук Якима Мартин Єрлич.

## Твори
Власну хроніку Єрлич почав упорядковувати близько 1648, перебуваючи в Києво-Печерській лаврі. До тексту автор включив свої ранні нотатки, зроблені в 1620–30-х рр. Щоденникові записи розбавлені значною кількістю вставок, серед яких анонімний щоденник Хотинської війни 1621, королівські універсали, міжнародні договори, витяги з актових книг, апокрифи, генеалогічний нарис «Wypisanie przodków moich, przezacnych Domów JchMość Panów Pliszczów, Jurłów, ktore przódki nasze służąc Królom Jmciom i różnym Książętom w Litwie i na Wołyniu, nazwali się Jerliczami, w sławie Rycerskiej żyjących, przez mnie Joachima Jerlicza spisanych w r. 1648, dnia 3 Sierpnia w te słowa» («Випис моїх предків, преславних домів їх милості панів Пліщів, Юрлів, які, служачи їх милостям королям і різним князям у Литві і на Волині, звалися Єрличами й у славі рицарській жили, мною Йоахімом Єрличем перелічені в р. 1648 дня 3 серпня тими словами») та ін.
Основна частина щоденникових записів Єрлича стосується локальних подій на теренах Волинського та Київського воєводств, також політичного життя Речі Посполитої 1620—1673 років. Значну увагу автор хроніки приділяє перебігу української національної революції 1648—1657 років, до якої ставиться негативно.
- Latopisiec albo Kroniczka Joachima Jerlicza (1853) Tom 1 [Архівовано 22 лютого 2014 у Wayback Machine.] Tom 2 [Архівовано 22 лютого 2014 у Wayback Machine.]
- Лѣтопись Іоахима Ерлича (1620—1673 гг.) у виданні: [Южнорусские летописи…] / [Под ред.] О. Левицкого. — K., [1916]. — 456 с. pdf [Архівовано 17 жовтня 2017 у Wayback Machine.]